# Преди дъжда
„Преди дъжда“ (на македонска литературна норма: Пред дождот) е филм от Република Македония от 1994 година. Главните роли се изпълняват от Катрин Картлидж, Раде Шербеджия, Грегоар Колин и Лабина Митевска, а сценарист и режисьор е Милчо Манчевски. Музиката към филма е направена от македонската група „Анастасия“. Само в САЩ „Преди дъжда“ печели 763 847 долара от кинопрожекции. Положителни са и отзивите за филма, сайтът Ротен Томатос дава рейтинг от 85% от общо 13 ревюта на филма. Филмовият критик Роджър Ибърт също дава положителна оценка. „Преди дъжда“ е номиниран за Оскар.

## Сюжет
Филмът е разделен на три отделни епизода, които разказват невъзможни любовни истории. Първата част „Думи“ разказва за младия монах Кирил, който е дал обет за мълчание, но заради албанското момиче Замира го нарушава. Втората част „Лица“ се развива в Лондон, където редакторът на снимки Ан е раздвоена в любовта към съпруга си Ник и военния фотограф Александър. Третата част „Снимки“ представя предните две истории, обединени в една. Набляга върху завръщането на Александър в Северна Македония, където се среща с албанката Хана, в която е влюбен отпреди заминаването си. Александър започва да издирва Замира, дъщерята на Хана, но започва буря на хоризонта, след което филмът започва отначало.

## В ролите
- Катрин Картлидж – Ан
- Раде Шербеджия – Александър
- Грегоар Колин – Кирил
- Лабина Митевска – Замира
- Джей Вилиерс – Ник
- Силвия Стояновска – Хана
- Файлида Ло – майката на Ан
- Йосиф Йосифовски – Отец Марко
- Киро Ристовски – Отец Дамян
- Петър Мирчевски – Здраве
- Любчо Бреслиски – Митре
- Игор Маджиров – Стоян
- Илко Стефановски – Боян
- Сузана Киранджиска – Неда
- Катерина Коцевска – Кате
- Владимир Ендровски – Трайче
- Абдурахман Шала – Зекир
- Владимир Ячев – Алия [4]

## Награди и номинации
- Silver Condor for Best Foreign Film, 1996, Argentina
- Independent Spirit Award 1996: Best Foreign-Language Film
- Oscar Nomination 1995: Best Foreign-Language Film
- 1994 Награда Златен лъв във Венеция
- Venice 1994: FIPRESCI Prize (International Critics Prize)
- Venice 1994: The UNICEF Prize 1994
- Venice 1994: Premio Cinemavenire (Young Viewers' Prize)
- Venice 1994: Audience Prize
- Venice 1994: Rolling Venice Award from the City of Venice
- Venice 1994: Leoncino d'oro, awarded by the Italian students
- Venice 1994: International Catholic Organization for the Cinema
- Venice 1994: Kodak Award for Best First Feature
- Venice 1994: Francesco Pasineti Syndicate Award for Best Actor to Rade Serbedzija
- Toronto Festival 1994: runner-up in audience vote
- São Paulo Festival 1994: Audience Award for Best Film
- Puerto Rico Festival 1994: Jury Award for Best Film
- Puerto Rico Festival 1994: Audience Award for Best Film
- Puerto Rico Festival 1994: Best Director
- Puerto Rico Festival 1994: Best First Film
- Stockholm Festival 1994: Best Debut Film
- Mons Festival, Belgium, 1995: Charlot d'or
- St Petersburg Festival of Festivals 1995: Grand Prix
- Burgos Festival, Spain, 1995: winner of the single Festival Prize
- Gorizia Festival of Screenplay, Italy, 1995: Best Screenplay
- Film Forum, Bratislava, Slovakia, 1995: Best Film
- Panteleria, Italy, 1995: UNESCO Prize
- Warsaw Film Fest, 1995: Audience Award
- Austria, 1995: Catholic Film Commission Prize
- David di Donatello Special Award to a non-Italian film, Italy, 1995
- Swedish Film Institute, 1995: Golden Bug for Best Foreign Film
- Mediterranean Prize for Peace and Tolerance
- List of Best 1000 Films Ever Made: The New York Times